# 샬럿 카르뎅
샬럿 카르뎅(Charlotte Cardin, 1994년 11월 9일 ~ )은 캐나다의 싱어송라이터이다. 캐나다의 경연 프로그램 《라 브와》(La Voix) 시즌 1에 참가해 준결승까지 진출했다.
2016년 솔로 데뷔 EP Big Boy를 발매했다. 2018 주노상 "올해의 신인상", "올해의 작곡가상" 부문에 후보 지명되었다. 2021년 4월 23일, 데뷔 음반 Phoenix 를 발매했다. 2022 주노상 올해의 아티스트상·앨범상·싱글상 수상자이다.

## 음반 목록

### 정규 음반
- Phoenix (2021)

### EP
- Big Boy (2016)
- Main Girl (2017)